# 鍬形赤子
鍬形 赤子（くわがた せきし、寛政12年（1800年） - 安政2年5月1日（1855年6月14日））とは江戸時代の狩野派の絵師。

## 来歴
鍬形蕙斎の門人。本名は今井萬吉。津山侯のお抱え絵師であった。鍬形氏を称しており、名は紹意。赤子と号す。鍬形蕙斎には男子がなく、蕙斎の養子であった。文政3年（1820年）、蕙斎が57歳の時に妻の甥にあたる脇坂中務大輔殿家来であった今井伊助の次男萬吉（21歳）を養子に迎えている。この萬吉が文政7年（1824年）3月22日に蕙斎が没した後、同年5月18日に赤子と称して鍬形氏を継いでいる。格式は大役人で、その後、茶道係となって、嘉永6年（1853年）に奥絵師並絵具料金5両を賜った。文政頃から作画しているが、浮世絵は画かずといわれる。安政2年（1855年）5月朔日、赤子が病死し、同年7月18日、鍬形蕙林が家督を相続している。

## 作品
- 『金海奇観』乾、坤 大槻磐渓編 赤子画 嘉永7年（1854年）
- 『東海道細見大絵図』 赤子画